# 광란의 오를란도

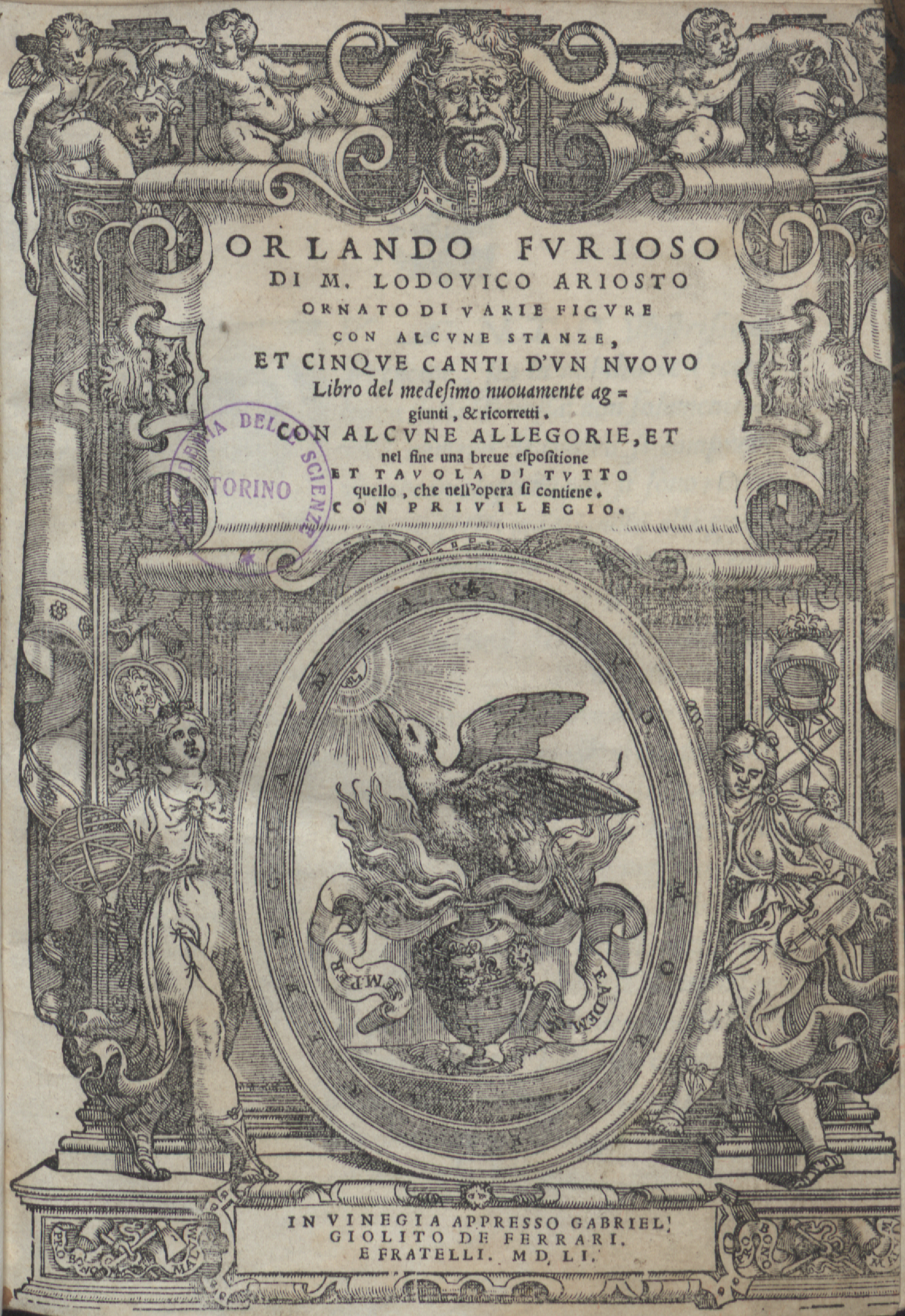
Orlando Furioso, 1551

《광란의 오를란도》(이탈리아어: Orlando furioso, 영어: The Frenzy of Orlando)는 루도비코 아리오스토가 지은 르네상스기 이탈리아의 서사시이다. 총 46곡 3만 8,736행으로 이루어진 대장편이다. 내용적으로는 마테오 마리아 보이아르도의 미완성 서사시, 《사랑에 빠진 오를란도(이탈리아어: Orlando innamorato)》의 속편이라는 형식을 취하고 있다.
요제프 하이든, 장필리프 라모, 안토니오 비발디, 장바티스트 륄리, 게오르크 프리드리히 헨델 등이 이 작품을 오페라로 각색했다. 프랑스의 여성 작곡가 아우구스타 홈스(Augusta Holmès, 1847~1903)은 교향시를 썼다. 회화에서는 조반니 바티스타 티에폴로,  오딜롱 르동, 외젠 들라크루아, 장오귀스트도미니크 앵그르 등이 그림을 그렸고, 귀스타브 도레는 삽화를 그렸다.

## 한국어 번역
- 김운찬 옮김, 전 2권, 휴머니스트, 2025